# Tech trance
Tech trance fusionerer både techno og trance, som navnet foreslår. Genren er karakteriseret ved det stærke 4/4-beat fra techno over den udviklende struktur og melodiske fokus af trance, sat mellem 135-150 og involverer mere gentagne og sammenpresset produktion. Genren er mere kluborienteret end andre trance-undergenrer, hvor hymner er almindelige. Det har en lysere tone end hard trance, da det mangler den rå produktion og syreindflydelser fra den genre.